# ADC Airlines Flight 53
ADC Airline Flight 53 var en reguljär passagerarflygning som havererade strax utanför Nigerias huvudstad Abuja den 29 oktober 2006.
Flygplanet var på väg mot delstaten Sokoto i norra Nigeria. Flera prominenta personer inom Nigeriansk politik omkom i olyckan, däribland Sokotos sultan Alhaji Mohammadu Maccido. Enligt ADC så skulle planet startat 10:35 lokal tid och landat i Sokoto en timme senare.
Utredningen visade att olyckan berodde på pilotfel under komplicerade väderförhållanden med starka vindar och vindskjuvning.